# Йохан II (Мекленбург)
Йохан II фон Мекленбург (на немски: Johann II zu Mecklenburg; * ок. 1250; † 14 октомври 1299) от Дом Мекленбург, е от 1264 до 1299 г. господар на Мекленбург.

## Биография
Той е третият син на княз Йохан I († 1264) и съпругата му Луитгарт фон Хенеберг († 1267), дъщеря на граф Попо VII фон Хенеберг.
След като брат му Хайнрих I († 1302) при поклонението си попада в плен Йохан II, заедно с брат си Николаус III († 1289/1290), е опекун на съпругата и децата му.
Йохан II е погребан в катедралата на Доберан.

## Фамилия
Йохан II се жени за Рихарда фон Арнсберг-Куик († сл. 1304), дъщеря на граф Лудвиг фон Арнсберг и Ритберг († 1313) и съпругата му Пиронета фон Юлих († 1300). Те имат децата:
- Лютгард († сл. 2 август 1353)
- Йохан († млад)
- Елизабет, 1352 г. абатиса на Рена

Вдовицата му Рихарда фон Арнсберг-Куик се омъжва през 1302 г. втори път за граф Вилхелм фон Дале († 1328).